# شارون رايت أوستن
شارون رايت أوستن (née Sharon D. Wright) هي عالمة سياسية أمريكية، وتعمل حاليًا أستاذة للعلوم السياسية في جامعة فلوريدا، حيث كانت أيضًا مديرة برنامج الدراسات الأمريكية الأفريقية لفترة طويلة. أوستن باحثة بارزة في السياسة الأمريكية مع تخصصات في الدراسات الأمريكية الأفريقية، والمشاركة السياسية، والسياسة المحلية الحضرية والريفية.